# Pięć punktów kalwinizmu
Pięć punktów kalwinizmu – w teologii reformowanej zbiór doktryn odnoszących się do zbawienia człowieka, znanych także jako doktryny łaski. Punkty te stanowią reakcję wyznawców kalwinizmu na remonstrancję arminiańską i zostały przyjęte przez Synod w Dordrechcie w 1619 r. jako obowiązujące. W języku angielskim określane są też poprzez mnemonikę TULIP:
T – total depravity (całkowita deprawacja)
U – unconditional election (bezwarunkowe wybranie)
L – limited atonement (ograniczone pojednanie)
I – irresistible grace (nieodparta łaska)
P – perseverance of the saints (wytrwanie świętych)
Część protestantów wywodząc swe historyczne korzenie od Jakuba Arminiusza i Johna Wesleya odrzuca większość postulatów kalwinizmu, z wyjątkiem całkowitej deprawacji (m.in. metodyści i zielonoświątkowcy), przyjmując pięć punktów remonstrancji.

## Całkowita deprawacja
Doktryna całkowitej deprawacji naucza, iż w konsekwencji upadku Adama każdy człowiek rodzi się w niewoli grzechu, któremu jest zmuszony służyć. Ludzie są z natury przeciwni Bogu i nie są w stanie miłować go z całego serca, duszy i umysłu. Służą raczej własnym interesom i działają dla własnych korzyści, odrzucając panowanie i zwierzchnictwo Boże. Dlatego też żaden człowiek nie jest zdolny moralnie, aby wybrać posłuszeństwo wobec Boga. Tym samym własne starania ze strony człowieka nie mają żadnego wpływu na jego zbawienie, a wynika to z faktu, iż posłuszeństwo Bogu jest sprzeczne z naturą upadłego człowieka, a więc i niemożliwe z jego własnej woli.

## Bezwarunkowe wybranie
Doktryna bezwarunkowego wybrania naucza, iż Bóg wybrał ludzi, którzy zostaną zbawieni nie ze względu na uczynki czy wiarę, lecz raczej na jego wolę i łaskę. Wybrani otrzymają nieskończoną łaskę, a reszta zostanie potępiona.

## Ograniczone pojednanie
Doktryna ograniczonego pojednania naucza, że Bóg określił, że niektórzy będą zbawieni ze względu na Boże bezwarunkowe wybranie, On też określił, że Chrystus umrze za wybranych. Wszyscy ci, którzy zostali przez Boga wybrani i za których umarł Chrystus, będą zbawieni.

## Nieodparta łaska
Doktryna nieodpartej łaski naucza, że ci, których Bóg wybrał, zostają pociągnięci do niego przez nieodpartą łaskę. Bóg sprawia, że człowiek pragnie zbliżyć się do niego. Gdy Bóg powołuje, człowiek odpowiada. Człowiek wybrany nie ma możliwości nie odpowiedzieć pozytywnie na Bożą nieodpartą łaskę.

## Wytrwanie świętych
Doktryna wytrwania świętych naucza, iż wola boża jest suwerenna i nie może być w żaden sposób zniweczona przez ludzi, a ci, którzy nagle odstąpili od Boga, nigdy naprawdę go nie poznali, więc nie zostaną zbawieni.